# Dhanus siamensis
Dhanus siamensis är en spindeldjursart som först beskrevs av With 1906.  Dhanus siamensis ingår i släktet Dhanus och familjen Ideoroncidae. Inga underarter finns listade i Catalogue of Life.